# Candelero Arriba
Candelero Arriba es un barrio ubicado en el municipio de Humacao en el estado libre asociado de Puerto Rico. En el Censo de 2010 tenía una población de 3596 habitantes y una densidad poblacional de 947,73 personas por km².

## Geografía
Candelero Arriba se encuentra ubicado en las coordenadas 18°6′20″N 65°50′3″O / 18.10556, -65.83417. Según la Oficina del Censo de los Estados Unidos, Candelero Arriba tiene una superficie total de 3.79 km², que corresponden a tierra firme.

## Demografía
Según el censo de 2010, había 3596 personas residiendo en Candelero Arriba. La densidad de población era de 947,73 hab./km². De los 3596 habitantes, Candelero Arriba estaba compuesto por el 69.27% blancos, el 19.16% eran afroamericanos, el 0.56% eran amerindios, el 0.14% eran asiáticos, el 6.67% eran de otras razas y el 4.2% pertenecían a dos o más razas. Del total de la población el 99.61% eran hispanos o latinos de cualquier raza.